# Patrick Leonard
Patrick Raymond Leonard (Chicago, 14 de março de 1955) é um compositor e produtor musical americano que já compôs com artistas como Madonna, Jewel e Natalie Imbruglia. Produziu e compôs em parceria no álbum Unicamente da cantora ítalo-brasileira Deborah Blando.

## Carreira
Seu trabalho com Madonna inclui seus álbuns True Blue (1986), Who's That Girl (1987), Like a Prayer (1989), I'm Breathless (1990) e Ray of Light (1998). Ele marcou o documentário de Madonna de 2008 I Am Because We Are, tocou teclados com ela no Live Aid (1985), e foi diretor musical e tecladista na The Virgin Tour (1985) e na Who's That Girl World Tour (1987).
Leonard trabalhou com uma grande variedade de artistas, incluindo o Pink Floyd, Roger Waters, Elton John, Leonard Cohen, Bryan Ferry, Julian Lennon, Rod Stewart, Michael Jackson, Fleetwood Mac, Jeff Beck, Bryan Adams, Peter Cetera, Jewel, Blue October, Duncan Sheik, Michael W. Smith, Marianne Faithfull, e Robbie Robertson. Ele foi metade dos grupos de art-pop Toy Matinee com Kevin Gilbert, e Third Matinee com Richard Page. Ele também atuou como compositor para uma variedade de filmes e produções teatrais.
Leonard colaborou com Leonard Cohen, atuando como roteirista e produtor de Old Ideas de 2012 e Popular Problems de 2014, e co-roteirista, coprodutor de You Want It Darker de 2016.  "Nevermind", uma canção do Popular Problems que Leonard co-escreveu e produziu, foi apresentada como o tema título da 2ª temporada de True Detective da HBO. Cohen comentou que Leonard "é um compositor magnífico. Acho que não há ninguém trabalhando hoje com esse tipo de habilidade".
Em 1997, Leonard lançou o álbum instrumental Rivers em sua própria gravadora, Unitone.

## Créditos musicais selecionados
Com Madonna (1985-1990, 1994, 1998, 2008)
- Como Diretor Musical:
  - The Virgin Tour (1985)
  - Who's That Girl World Tour (1987)
- Como Co-Roteirista[7] e Coprodutor:[8]
  - Do álbum True Blue (1986): "Live to Tell", "La Isla Bonita", "Where's the Party", "White Heat", "Love Makes the World Go Round"
  - Do álbum Who's That Girl (1987): "Who's That Girl", "The Look of Love"
  - Do álbum Like a Prayer (1989): "Like a Prayer", "Cherish", "Till Death Do Us Part", "Promise to Try", "Pray for Spanish Eyes", "Act of Contrition", "Dear Jessie", "Oh Father", "Supernatural"
  - Do álbum I'm Breathless (1990): "Hanky Panky", "Cry Baby", "He's a Man", "Back in Business", "Something to Remember"
  - Do álbum Com Honors (1994): "I'll Remember"
  - Do álbum Ray of Light (1998): "Frozen", "Nothing Really Matters", "Has to Be", "Sky Fits Heaven", "Skin"
- Como Coprodutor:
  - "Open Your Heart" (1986)
  - "I'm Going Bananas" (1990)
  - "Now I'm Following You" (1990)
  - "To Have and Not to Hold" (1998)
  - "The Power of Good-Bye" (1998)
- Para Partitura:
  - I Am Because We Are (2008) - Leonard marcou a música para o documentário escrito, narrado e produzido por Madonna.

Com outros artistas

- Bryan Ferry – coproduziu o álbum Bête Noire (1987)
- Duncan Sheik – produziu o álbum Daylight
- Nick Kamen – cco-escreveu a canção "Tell Me" com Madonna (1988)
- Anna Vissi – Apagorevmeno, escreveu e produziu canções, incluindo a faixa-título
- Jody Watley – "Most of All"
- Julie Brown – "Boys 'R a Drug" (1987)
- Donna De Lory – co-escreveu a canção "Just a Dream" com Madonna (1992)
- Pink Floyd – canção "Yet Another Movie" de A Momentary Lapse of Reason (1987), co-escritor e músico
- Roger Waters – álbum Amused to Death (1992), coprodutor e músico ("A experiência mais gratificante que já tive", disse Leonard. "Eu adoro o Roger. Acho que ele é brilhante".[9] Waters comentou: "Eu gostei do corte de seu jib. Tudo o que Pat tinha feito antes não me interessava. Ele havia se sentado em um teatro de Chicago, aos quatorze anos, assistindo ao Pink Floyd tocar Dark Side of the Moon quando ainda se chamava Eclipse. Ele conhecia todo o meu trabalho e fiquei impressionado."[10])
- Bon Jovi – coproduziu o álbum This Left Feels Right
- Fleetwood Mac – "Love Shines", "Heart of Stone",
- Julian Lennon – produziu o álbum, teclados Mr. Jordan, e co-escreveu a canção, "Make It Up to You" (1989)
- Pat Monahan – Last of Seven
- The Williams Brothers – "Some Become Strangers" (1987)
- Carly Simon – "If It Wasn't Love" (1986)
- Boz Scaggs – "Cool Running" (1988)
- Cheap Trick – "Everybody Knows" (2009)
- Sheena Easton - "No Sound But A Heart" (1987)
- Peter Cetera – "One Good Woman"
- Lara Fabian – escreveu e produziu três músicas para seu primeiro álbum em inglês, Lara Fabian: "Part Of Me", "Givin' Up On You" e "Yeliel (My Angel)"
- Natalie Imbruglia – "That Day"
- Jewel – produziu Spirit e co-escreveu a canção, "Hands"
- David Darling – "96 Years"
- Ilse DeLange – produced The Great Escape (2006)
- Elton John – The Road to El Dorado (produtor e co-roteirista de "Someday Out Of The Blue"), Songs From The West Coast (produtor)
- Laura Pausini – From the inside–(produtor)
- Ken Hensley (ex–Uriah Heep) – From Time to Time (1994), teclados em "There Comes a Time"
- Leonard Cohen – Old Ideas (2012), co-escritor e músico
- Leonard Cohen – Popular Problems (2014), co-roteirista e produtor
- Leonard Cohen – You Want It Darker (2016), co-escritor, coprodutor e músico
- Iris Hond - Dear World (2016), produtor
- Leonard Cohen – Thanks for the Dance (2019), co-escritor e músico
- Marianne Faithfull – co-escreveu "Mother Wolf" em Give My Love to London com Faithfull
- Robbie Robertson – co-escreveu "Skinwalker" em Music for the Native Americans com Robertson

## Colaborações
- I've Got the Cure - Stephanie Mills (1984)
- True Blue - Madonna (1986)
- Abstract Emotions - Randy Crawford (1986)
- Bête Noire - Bryan Ferry (1987)
- Back to Avalon - Kenny Loggins (1988)
- One More Story - Peter Cetera (1988)
- Other Roads - Boz Scaggs (1988)
- Mr. Jordan - Julian Lennon (1989)
- Like a Prayer - Madonna (1989)
- Vagabond Heart - Rod Stewart (1991)
- Amused to Death - Roger Waters (1992)
- I'll Lead You Home - Michael W. Smith (1995)
- Spirit - Jewel (1998)
- Lara Fabian - Lara Fabian (1999)
- Ronan - Ronan Keating (2000)
- Songs from the West Coast - Elton John (2001)
- Anastacia - Anastacia (2004)
- The Great Escape - Ilse DeLange (2006)
- Mind How You Go - Skye Edwards (2006)
- Taking Chances - Céline Dion (2007)
- Last Days at the Lodge - Amos Lee (2008)
- Απαγορευμένο - Άννα Βίσση (2009)
- Like a Man - Adam Cohen (2011)
- Old Ideas - Leonard Cohen (2012)
- Popular Problems - Leonard Cohen (2014)
- We Go Home - Adam Cohen (2014)
- You Want It Darker - Leonard Cohen (2016)
- Thanks for the Dance - Leonard Cohen (2019)